# Pirmin Schwegler
Pirmin Schwegler (født 9. marts 1987 i Ettiswil, Schweiz) er en schweizisk fodboldspiller, der spiller som midtbanespiller hos den tyske Bundesliga-klub Hannover 96. Tidligere har han optrådt for de schweiziske klubber FC Luzern og BSC Young Boys, samt for tyske Bayer Leverkusen, Hoffenheim og Eintracht Frankfurt.

## Landshold
Schwegler står (pr. april 2018) noteret for 14 kampe for Schweiz' landshold, som han debuterede for i 2009. Han var en del af landets trup til VM i 2010 i Sydafrika.